# Bernd Richard Deutsch
Bernd Richard Deutsch (* 15. Mai 1977 in Mödling) ist ein österreichischer Komponist.

## Leben
Bernd Richard Deutsch studierte von 1995 bis 2003 an der Universität für Musik und darstellende Kunst Wien Tonsatz bei Dietmar Schermann, Komposition bei Erich Urbanner sowie elektroakustische Komposition bei Dieter Kaufmann. Im Jahr 1999 war er Teilnehmer der 7. Internationalen Akademie für Neue Komposition und Audio Art in Schwaz in Tirol (Komposition bei Bogusław Schaeffer, Computermusik bei Marek Chołoniewski), 2000 besuchte er das Bartók-Seminar Szombathely (Manuel Hidalgo).
Deutsch erhielt Kompositionsaufträge von Festivals und Institutionen wie dem Concertgebouw-Orchester, dem Cleveland Orchestra, den Bamberger Symphonikern, Gewandhaus Leipzig, Royal Liverpool Philharmonic Orchestra, Wien Modern, ECLAT Stuttgart, Gesellschaft der Musikfreunde in Wien, Klangspuren Schwaz, musikprotokoll im steirischen herbst, Staatstheater Stuttgart und Schleswig-Holstein Musik Festival.
Seine Werke wurden in Europa, den USA und Asien von Orchestern wie dem Radio-Sinfonieorchester Stuttgart, ORF Radio-Symphonieorchester Wien, Mozarteum-Orchester Salzburg, Basel Sinfonietta, Seoul Philharmonic Orchestra, Royal Stockholm Philharmonic Orchestra, Tokyo Philharmonic Orchestra und Ensembles wie dem Klangforum Wien, Ensemble Modern, Arditti Quartet, Raschèr Saxophone Quartet und SWR Vokalensemble Stuttgart aufgeführt. Dirigenten wie Franz Welser-Möst, Manfred Honeck, Alan Gilbert, Jakub Hruša, Vasily Petrenko, François-Xavier Roth, Baldur Brönnimann, Johannes Kalitzke, HK Gruber oder Andrés Orozco-Estrada interpretierten seine Musik.
Das Philharmonia Orchestra London widmete ihm 2017 ein Porträtkonzert. Dem Cleveland Orchestra war Bernd Richard Deutsch von 2018 bis 2020 als „fellow composer“ assoziiert.

## Auszeichnungen
- 1994 und 2002: Anerkennungspreis des Landes Niederösterreich
- 1995: 2. Preis beim Kompositionswettbewerb der Ernst-Vogel-Stiftung
- 1997: 2. Preis beim Kompositionswettbewerb Biennale Neue Musik Hannover, Förderpreis der Theodor-Körner-Stiftung
- 2002: Ernst-Krenek-Preis der Stadt Wien[3]
- 2003: Förderungspreis für Musik der Republik Österreich
- 2009: Förderungspreis für Musik der Stadt Wien[4]
- 2010 und 2017: Österreichisches Staatsstipendium für Komposition
- 2011: Würdigungspreis des Landes Niederösterreich
- 2011: 2. Preis beim Toru Takemitsu Composition Award[5]
- 2011: Förderpreis der Theodor-Körner-Stiftung
- 2013: Erste-Bank-Kompositionspreis[6]
- 2014: Hindemith-Preis[7]
- 2015: Preis der Stadt Wien für Musik[8]
- 2015: Paul Lowin Prize für Orchesterkomposition
- 2016: Stipendium der Civitella Ranieri Foundation

## Werke (Auswahl)

### Orchesterwerke
- Musik zu einem imaginären Drama für Kammerorchester (1999)[9]
- Aurora. Fantasie für Orchester (2008)[9]
- φ (phi) für Kammerorchester (2009–2010)[9]
- subliminal für Orchester (2010)[9]
- Murales für Orchester und Ensemble (2016–2018)[9]
- Balera für Orchester (2017)[9]
- Intensity für Orchester (2019/20)[10]
- Phantasma für Orchester (2022)[10]
- Con moto für Orchester (2023)[10]

### Werke für Soloinstrumente und Orchester
- Tripelkonzert für Trompete, Posaune, Tuba und Orchester (2013/2014)[9]
- Okeanos. Konzert für Orgel und Orchester (2014/15)[9]
- Konzert für Violoncello und Orchester (2016–19)[10]
- Phaenomena. Musik für Sheng und Orchester (2018)[10]
- Phaenomena. Musik für Akkordeon und Orchester (2018)[10]
- Konzert für Saxophonquartett und Orchester (2021)[10]

### Werke für Singstimmen und Orchester/Ensemble
- Martyrium oder Die Dinge sind. Neurotisches Oratorium für Soli, Sprecher, Chor, Orchester, Tonband und Videozuspielung (2001–2005)[9]
- The Bells. Skizzen zum gleichnamigen Gedicht von Edgar Allan Poe für 4 Sänger (oder Chor), 3 Schlagzeuger und Orgel (2002/2003)[9]
- Urworte nach dem gleichnamigen Gedicht von Johann Wolfgang von Goethe für Chor und Orchester (2022/2024)[10]

### Werke für Ensemble
- Mad Dog für Ensemble (2011)[9]
- Dr. Futurity für Ensemble (2012/2013)[9]

### Kammeroper
- Die Verwandlung. Kammeroper in 9 Szenen nach Franz Kafka (1997/1998)[9]

### Chorwerke
- Lingua für 16 Stimmen oder 16-stimmigen gemischten Chor (2016)[10]

### Kammermusik
- ... minus X für Bassklarinette, Marimbaphon und Klavier (1998/1999)[9][11]
- Zwischenräume für Violoncello und Klavier (1999)[9]
- Traumspiel für Streichquartett (2000)[9]
- Fixe Ideen für Gitarrenquartett (2000/2001)[9]
- ...wer weint, der sucht nach seiner Melodie... Zyklus nach Gedichten von Nelly Sachs (2003)[9]
- Curriculum vitae. Monumentum pro Ingeborg Bachmann für Klaviertrio (2005)[9]
- Variationen für Klarinette, Akkordeon, Violine, Viola und Kontrabass (2006)[9]
- ...auf dem Weg... Ein Dies Irae nach Francis Bacons „Study for a Portrait of van Gogh III“  für 7 Violen (2006)[9]
- Souvenirs d’une aura für Klavier zu 4 Händen (2008)[9]
- 3 Stücke für 2 Fagotte (2009/2010)[9]
- ...aus Wasser Seele für 8 Violoncelli (2011)[9]
- 2. Streichquartett (2012)[10]
- ictus II für zwei Klaviere und zwei Percussionisten (2015)[10]

### Solowerke
- Gespräch über Bäume für Klavier (1997)[9]
- DistanzKomposition. Bassklarinettenmusik mit Gastvortrag (2000/2001)
- Toccata octophonica für Orgel (2004/2005)[9]
- Aura für Klavier (1994/2007)[9]
- Orcus für Kontraforte (2007)[9]
- Χρωμα (Chroma). Zwei kleine Stücke für Flöte (2007)[9]
- Spätwerk für Klavier (2010/2011)[9]
- ictus für Schlagzeug (2011)[9]

## Diskografie (Auswahl)
- Curriculum vitae. Auf der CD Ingeborg Bachmann – vertont. Haydn Trio Eisenstadt (Capriccio; 2006)
- Aura. Auf der CD Black and White Statements. Mit Seda Röder, Klavier (Gramola; 2013)
- Bernd Richard Deutsch: Mad Dog, Dr. Futurity, 2. Streichquartett. Klangforum Wien, Dirigent: Enno Poppe (Kairos; 2015)
- Okeanos. Auf A New Century. Mit Paul Jacobs, Orgel, Cleveland Orchestra, Dirigent: Franz Welser-Möst (The Cleveland Orchestra)[12]
- Toccata octophonica. Auf der CD Horizon. Mit Wolfgang Kogert, Orgel (Cantate; 2022)
- Okeanos. Auf der CD Oceanic. Mit Iveta Apkalna, Stavanger Symphony Orchestra, Dirigent: Andris Poga (Berlin Classics; 2023)
- Phantasma. Royal Concertgebouw Orchestra, Dirigent: Gianandrea Noseda (Koninklijk Concertgebouworkest; 2024)